# Dichlon
Dichlon ist eine chemische Verbindung aus der Gruppe der Chinone. Dichlon wurde als Breitband-Fungizid und Algizid für Unterwasseranstriche eingesetzt, ist inzwischen jedoch abgelöst.

## Gewinnung und Darstellung
Dichlon kann durch Chlorierung von Naphthalin, anschließender Reaktion mit Wasser und Salpetersäure und erneute Chlorierung gewonnen werden.
Alternativ ist auch die Herstellung aus 1,4-Naphthochinon möglich.

## Zulassung
Der Wirkstoff Dichlon kann in der Europäischen Union nicht als Wirkstoff in Pflanzenschutzmitteln verwendet werden. In Deutschland, Österreich und der Schweiz sind keine Pflanzenschutzmittel mit diesem Wirkstoff zugelassen.